# Бабанки (язык)
Бабанки (Finge, Kedjom, Kejeng, Kejom, Kidzem, Kidzom) — язык, который относится к семье грессфилдс-банту, на котором говорят в деревнях Кеджом-Кеку и Кеджом-Кетинго подразделения Туба округа Мезам Северо-Западного региона в Камеруне. Население в клиниках и на рынках также использует камерунский пиджин.
Изучением языка занимается Университет Буэа в Камеруне. 